# Coal Creek Falls
Die Coal Creek Falls sind ein Wasserfall im Grey District in der Region West Coast auf der Südinsel Neuseelands. Er liegt im Lauf des Coal Creek im Gebiet der Ortschaft Runanga nordöstlich von Greymouth, der in westlicher, dann südlicher Fließrichtung in den Grey River kurz vor dessen Mündung in die Tasmansee übergeht. Seine Fallhöhe beträgt 7 Meter.
Der Wasserfall ist vom südlichen Ortsrand von Runanga über den Wanderweg Coal Creek Falls Track in rund 30 Minuten erreichbar.